# NGC 3949
NGC 3949 је спирална галаксија у сазвежђу Велики медвед која се налази на NGC листи објеката дубоког неба.
Деклинација објекта је + 47° 51' 36" а ректасцензија 11h 53m 41,4s. Привидна величина (магнитуда) објекта NGC 3949 износи 10,6 а фотографска магнитуда 11,4. Налази се на удаљености од 18,772 милиона парсека од Сунца. NGC 3949 је још познат и под ознакама UGC 6869, MCG 8-22-29, CGCG 243-25, IRAS 11510+4808, PGC 37290.